# Лошковецька сільська рада
Лошкове́цька сільська́ ра́да — адміністративно-територіальна одиниця та орган місцевого самоврядування в Дунаєвецькому районі Хмельницької області. Адміністративний центр — село Лошківці.

## Загальні відомості
Лошковецька сільська рада утворена в 1925 році.
- Територія ради: 15,444 км²
- Населення ради: 1 080 осіб (станом на 2001 рік)

## Населені пункти
Сільській раді підпорядковані населені пункти:
- с. Лошківці

## Склад ради
Рада складається з 16 депутатів та голови.
- Голова ради: Грушкевич Станіслав Броніславович
- Секретар ради: Грушкевич Марія Григорівна

### Керівний склад попередніх скликань
| Прізвище, ім'я, по батькові       | Основні відомості                                                                                     | Дата обрання | Дата звільнення |
| --------------------------------- | --- | ------------ | --------------- |
| Грушкевич Станіслав Броніславович | Сільський голова, 1961 року народження, освіта вища, член Української республіканської партії 'Собор' | 26.03.2006   | 31.10.2010      |
| Грушкевич Станіслав Броніславович | Сільський голова, 1961 року народження, освіта вища, член Української республіканської партії 'Собор' | 31.10.2010   |                 |

Примітка: таблиця складена за даними сайту Верховної Ради України

### Депутати
За результатами місцевих виборів 2010 року депутатами ради стали:

#### За суб'єктами висування
| Суб'єкт висування           | Кількість обраних депутатів | %    |
| --------------------------- | --------------------------- | ---- |
| Самовисування               | 9                           | 56,3 |
| Партія «Народна влада»      | 6                           | 37,5 |
| Комуністична партія України | 1                           | 6,3  |

#### За округами
| № округу                    | Прізвище, ім'я, по батькові       | Дата визнання обраним | Освіта             | Партійна приналежність                           | Відомості про обраного депутата                     |
| --------------------------- | --------------------------------- | --------------------- | ------------------ | ------------------------------------------------ | --------------------------------------------------- |
| Комуністична партія України |                                   |                       |                    |                                                  |                                                     |
| 9                           | Варениця Ніна Володимирівна       | 05.11.2010            | середня            | член Комуністичної партії України                | Дунаєвецький КХП, різноробоча                       |
| Партія «Народна влада»      |                                   |                       |                    |                                                  |                                                     |
| 5                           | Грушкевич Віктор Францович        | 05.11.2010            | середня спеціальна | позапартійний                                    | ДНЗ «Сонечко», кочегар                              |
| 7                           | Супрун Юлія Юріївна               | 05.11.2010            | середня спеціальна | позапартійна                                     | тимчасово не працює                                 |
| 11                          | Ненадович Алла Петрівна           | 05.11.2010            | середня спеціальна | член Партії «Народна влада»                      | тимчасово не працює                                 |
| 12                          | Вастюк Анатолій Леонідович        | 05.11.2010            | вища               | позапартійний                                    | Лошковецька загальноосвітня школа І-ІІ ст., кочегар |
| 13                          | Олійник Галина Миколаївна         | 05.11.2010            | середня спеціальна | позапартійна                                     | тимчасово не працює                                 |
| 16                          | Блажієвська Віта Володимірівна    | 05.11.2010            | середня спеціальна | член Партії «Народна влада»                      | тимчасово не працює                                 |
| Самовисування               |                                   |                       |                    |                                                  |                                                     |
| 1                           | Монзелевська Людмила Болеславівна | 05.11.2010            | середня спеціальна | позапартійна                                     | тимчасово не працює                                 |
| 2                           | Хамардюк Броніслава Броніславівна | 05.11.2010            | середня спеціальна | позапартійна                                     | Лошковецька загальноосвітня школа І-ІІ ст., завгосп |
| 3                           | Гриневич Римма Федорівна          | 05.11.2010            | вища               | член Української республіканської партії «Собор» | приватний підприємець                               |
| 4                           | Грушкевич Марія Григорівна        | 05.11.2010            | середня спеціальна | позапартійна                                     | Сільська рада, секретар                             |
| 6                           | Білоус Марія Миколаївна           | 05.11.2010            | середня спеціальна | позапартійна                                     | тимчасово не працює                                 |
| 8                           | Ткачук Олександр Михайлович       | 05.11.2010            | середня            | позапартійний                                    | тимчасово не працює                                 |
| 10                          | Пазюк Алла Антонівна              | 05.11.2010            | середня спеціальна | позапартійна                                     | Лошковецька загальноосвітня школа І-ІІ ст., вчитель |
| 14                          | Харченко Галина Павлівна          | 05.11.2010            | вища               | позапартійна                                     | Лошковецька загальноосвітня школа І-ІІ ст., вчитель |
| 15                          | Щавінська Лариса Яківна           | 05.11.2010            | середня            | член Української республіканської партії         | тимчасово не працює                                 |